# 1977 في النرويج
فيما يلي قوائم الأحداث التي وقعت خلال عام 1977 في النرويج.

## سياسة

### تعيين في المنصب
- 1 يناير – غرو هارلم برونتلاند عضو برلمان النرويج  [لغات أخرى]‏.

## مواليد

### يناير
- 24 يناير – ليف جننار سميرود

### فبراير
- 2 فبراير – مارتن اندرسين لاعب كرة قدم.
- 8 فبراير – سفيري أندرياس ياكوبسون لاعب كرة يد آيسلندي.
- 25 فبراير – غل آي سامانجي سياسية تركية.

### مارس
- 7 مارس – ميا هوندفين لاعبة كرة يد نرويجية.
- 8 مارس – كريستيان كالفينيس لاعب كرة قدم نرويجي.
- 20 مارس – تور هونيه أراي لاعب كرة قدم نرويجي.

### أبريل
- 28 أبريل – ثورستين هيلستاد لاعب كرة قدم نرويجي.

### يونيو
- 24 يونيو – رونه لانجه لاعب كرة قدم نرويجي.

### يوليو
- 24 يوليو – أنيتا راب لاعبة كرة قدم نرويجية.

### أغسطس
- 7 أغسطس – ضياه خان

### سبتمبر
- 12 سبتمبر – بيا شيلتا ممثلة نرويجية.
- 13 سبتمبر – إيريك باكا لاعب كرة قدم نرويجي.

### نوفمبر
- 10 نوفمبر – إريك نيفلاند لاعب كرة قدم نرويجي.

## وفيات

### فبراير
- 1 فبراير – إدوارد هامبرو (مواليد 1911) سياسي نرويجي.